# 125 Years Memory
125 Years Memory (海難1890?, Kainan 1890) è un film drammatico del 2015 diretto da Mitsutoshi Takana e Masaaki Kamada.
Ha ricevuto il Japan Academy Film Prize in dieci categorie, tra cui il miglior direzione artistica e la miglior registrazione sonora, film eccellente e Regia eccellente. 
Coproduzione giapponese-turca, il film è stato prodotto dalle giapponesi Creators' Union e Toei insieme al turco Böcek Yapım.
È stato distribuito in Giappone da Toei il 5 dicembre 2015 e in Turchia da CGV Mars il 25 dicembre 2015. 

## Trama
Due episodi storici hanno approfondito l'amicizia tra Giappone e Turchia sono collegati: l'affondamento della fregata turca Ertugrul al largo delle costa giapponesi nel 1890 e l'evacuazione dei cittadini giapponesi dall'Iran nel 1985.

## Riconoscimenti
39th Japan Academy Film Prize - 2016
- Candidatura per immagine dell'anno
- Candidature per direttore dell'anno a Mitsutoshi Tanaka
- Candidatura per sceneggiatura dell'anno a Komatsu Eriko
- Candidatura per performance eccezionale di un attore protagonista a Seiyo Uchino
- Candidatura per risultati eccezionali nella musica a Michiru Oshima
- Candidatura per risultati eccezionali nella cinematografia a Tetsuo Nagata
- Candidatura per risultati eccezionali nella direzione dell'illuminazione a Kiyoto Ando
- Risultati eccezionali nella direzione artistica a Hidefumi Hanatani
- Risultati eccezionali nella registrazione del suono a Nobuhiko Matsukage
- Candidatura per risultati eccezionali nel montaggio cinematografico a Akimasa Kawashima

VFX-JAPAN Awards - 2017
- Candidatura per miglior film a Masaaki Kamada